# Villy Sørensen
Villy Sørensen (13. ledna 1929 Frederiksberg – 16. prosince 2001 Kodaň) byl dánský spisovatel a filozof. Představitel modernismu. Jeho literární texty, zejména povídky, jimž se věnoval nejvíce, byly vždy experimentální a často zpracovávaly témata světových dějin, mýty, legendy nebo biblická témata.
Studoval filozofii na Kodaňské univerzitě a posléze i na Freiburské univerzitě v Německu, ale nikdy neabsolvoval. Svou první knihu povídek, Sære historier, vydal roku 1953. Roku 1959 se stal hlavním redaktorem literárního časopisu Vindrosen, na jehož stránkách se stal jedním z nejvlivnějších literárních kritiků v Dánsku. Vedl ho do roku 1963. V roce 1974 obdržel za sbírku esejů Uden mål – og med nejprestižnější skandinávské literární ocenění, Cenu Severské rady. Bylo to poprvé v historii této ceny, kdy nebyla udělena za beletristické dílo, ale za esej. Psal i čistě filozofické texty ovlivněné zejména Heideggerem či úvahově-biografické knihy: o Senecovi, Nietzschem, Kafkovi, Whitmanovi, Marxovi, Schopenhauerovi, Wagnerovi, Ježíšovi nebo Kierkegaardovi. Byl rovněž překladatelem, převedl do dánštiny dvacítku knih. 
Česky vyšly dvě jeho knihy, v roce 1966 vydalo nakladatelství Mladá fronta jeho sbírku povídek Neškodné příběhy (orig.: Ufarlige historier) v překladu Jana Hendrycha a roku 1998 nakladatelství Dauphin jeho převyprávění severských mýtů Ragnarok: soumrak bohů. I tuto knihu přeložil Jan Hendrych.  